# Atripuy
Atripuy, nekadašnja provincija, spominje ju Oñate (Doc. Ined., xvi, 114-116, 1871.) 1598. kao provinciju koja sadrži 42 puebla u regiji donjeg toka Rio Grande, današnj Novi Meksiko. Ime je vjerojatno izvedeno iz imena sela plemena Jumano. Prvi pueblo ove pokrajine, putujući prema sjeveru, bio je Trenaquel; drugi Qualacu, Bandelier oba identificira kao sela IndfijanacaPiros koji su naselili dolinu Rio Grande od ispod Islete pa do San Marciala, Novi Meksiko. Stoga (kaže Hodge) se može zaključiti da je Atripuy bilo ime primijenjeno na zemlju koju su u to vrijeme naseljavali Pirosi.
Puebli (nije kompletirano): Amo, Aponitre, Aquicabo, Atepua, Ayqui, Canocan, Cantensapué, Cunquilipinoy, Encaquiagualcaca. 